# 天台宗
天台宗（てんだいしゅう, Tiantai）は、中国を発祥とする大乗仏教の宗派のひとつである。妙法蓮華経（法華経）を根本仏典とするため、天台法華宗（）とも呼ばれる。名称は、実質的開祖の智顗が天台山に住んでいたということに由来する。
天台教学は入唐した最澄（伝教大師）によって平安時代初期（9世紀）に日本に伝えられ、多くの日本仏教の宗旨がここから展開した。今日では中国、日本、朝鮮、ベトナムに信徒を持つ。

## 歴史

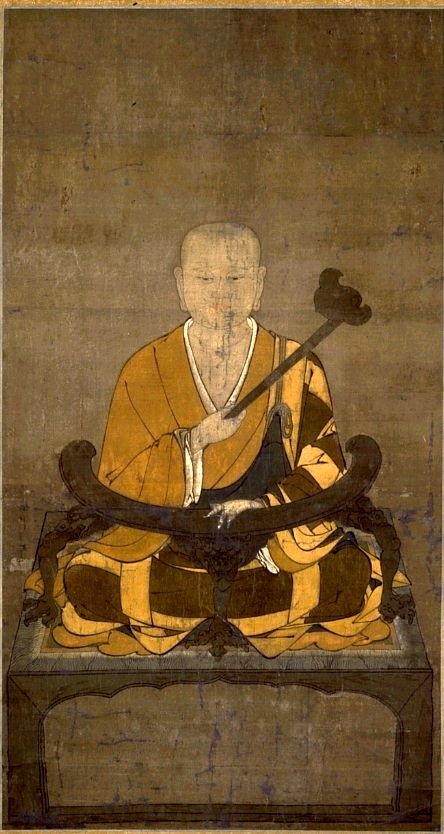
智顗大師

天台宗は、中国（隋）の天台智者大師、智顗を実質的な宗祖とする大乗仏教の宗派である。智顗は隋の第2代皇帝煬帝の帰依を受け、括州天台山国清寺と荊州当陽玉泉寺を建立し、天台宗を確立した。
初祖は北斉の慧文、第二祖は南嶽慧思であり、慧思の弟子が智顗である（龍樹を初祖とし慧文を第二、慧思を第三、智顗を第四祖とする場合もある）。
慧文は、龍樹による『大智度論』と『中論』に依って「一心三観」の仏理を無師独悟したとされる。それが慧思を介して智顗に継承された。
智顗は、鳩摩羅什訳の『法華経』『摩訶般若波羅蜜経』『大智度論』、そして『涅槃経』に基づいて教義を組み立て、『法華経』を最高位に置いた五時八教という教相判釈（経典成立論）を説き、止観によって仏となることを説いた学僧である。
しかしながら、鳩摩羅什の訳した『法華経』は、現存するサンスクリット本とかなり相違があり、特に天台宗の重んじる方便品第二は鳩摩羅什自身の教義で改変されている」という説がある。羅什が『法華経』・『摩訶般若波羅蜜経』・『大智度論』を重要視していたことを考えると、天台教学設立の契機は羅什にあるといえなくもない。
天台山に宗派の礎ができた後、涅槃宗を吸収し天台宗が確立した。主に智顗の『法華玄義』『法華文句』『摩訶止観』の三大部を天台宗の要諦としている。これらの智顗の著作を記録し編集したのが、第四祖章安灌頂である。灌頂の弟子に智威（？-680年）があり、その弟子に慧威（634年-713年）が出て、その後に左渓玄朗が出る。灌頂以後の天台宗の宗勢は振るわなかったため、玄朗が第五祖に擬せられている。
玄朗の弟子に、天台宗の中興の祖とされる第六祖、荊渓湛然が現れ、三大部をはじめとした多数の天台典籍に関する論書を著した。その門下に道邃と行満が出て、彼等が最澄に天台教学を伝えた。
智顗の著作である天台小止観、摩訶止観、次第禅門などの著作は禅宗の解説書としても依用されるが、もともとは、法華経の教理にもとづく悟りの法門であり、特に摩訶止観の第七章は、円頓止観といって、究極の悟りを述べたものとされる。止観とは静と動の意味であり、漸次、不定、円頓の三止観を説き、のちに現れた頓悟（ただ座ることにより仏性を自覚すること）を重視した、華厳宗の如来蔵の考えに基づく中国の五家七宗（臨済宗、黄龍派、楊岐派、潙仰宗、雲門宗、曹洞宗、法眼宗）の禅宗とは別物である。智顗の著作の座禅に関する解説がこの中で一番古く（6世紀初頭）、中国や日本の禅宗に座禅の教科書として影響を与えた。
このため、禅宗では、摩訶止観を重んじ、歴史的に架空人物である達磨大師が実は、天台大師ではなかったかという天台大師達磨大師説も唱えられている（関口真大）。

## 日本の天台宗
正式名称は天台法華円宗。法華円宗、天台法華宗、あるいは、単に法華宗などとも称する。ただし、最後の呼び名は、日蓮教学の法華宗と混乱を招く恐れがあるために用いないことが多い。

### 最澄以前の天台教学
最澄以前から、律宗と天台宗を兼学した鑑真和上が来日して天台宗関連の典籍が数多く日本に入るなどしていた。

### 最澄入唐以後の天台教学

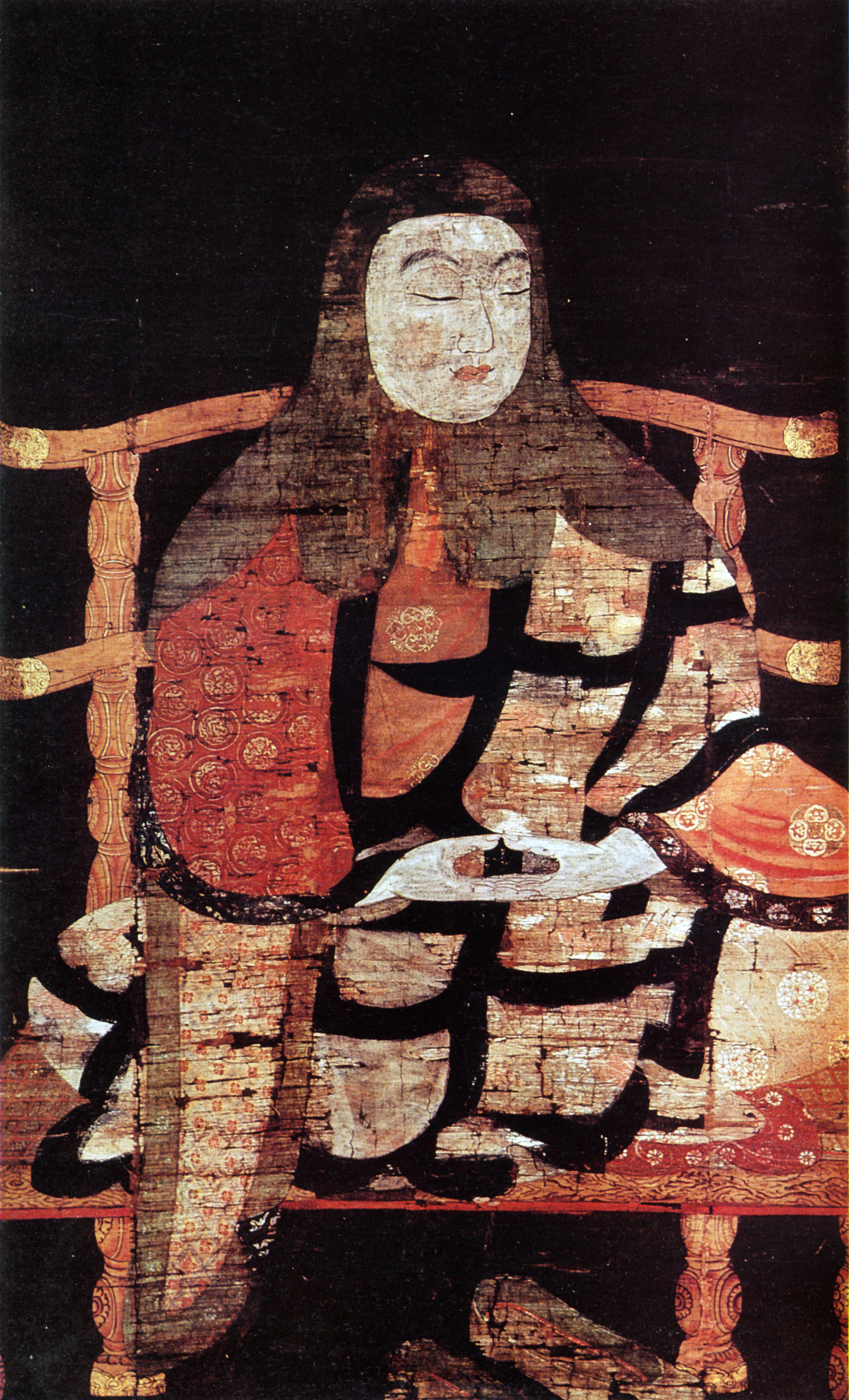
最澄

伝教大師最澄が804年（延暦23年）から翌805年にかけて唐に渡って天台山にのぼり、天台教学を本場で学んだ。同年、日本に帰国した最澄は天台教学を広め、806年1月に天台法華宗として認められたのが日本における天台宗のはじまりである。最澄は特に飲酒に厳しい態度を取っており、飲酒するものは私の弟子ではなく仏弟子でもないからただちに追放するよう述べている。
この時代、すでに日本には法相宗や華厳宗など南都六宗が伝えられていたが、これらは中国では天台宗より新しく成立した宗派であった。最澄は日本へ帰国後、比叡山延暦寺に戻り、後年円仁（慈覚大師）・円珍（智証大師）等多くの僧侶を輩出した。最澄はすべての衆生は成仏できるという法華一乗の立場を説き、奈良仏教と論争が起こる。特に法相宗の徳一との三一権実諍論は有名である。また、鑑真和上が招来した具足戒を授ける戒壇院を独占する奈良仏教に対して、大乗戒壇を設立し、大乗戒（円頓戒）を受戒した者を天台宗の僧侶と認め、菩薩僧として12年間比叡山に籠山して学問・修行を修めるという革新的な最澄の構想は、既得権益となっていた奈良仏教と対立を深めた。当時大乗戒は俗人の戒とされ、僧侶の戒律とは考えられておらず（現在でもスリランカ上座部など南方仏教では大乗戒は戒律として認められていないのは当然であるが）、南都の学僧が反論したことは当時朝廷は奈良仏教に飽きており、法相などの旧仏教の束縛を断ち切り、新しい平安の仏教としての新興仏教を求めていたことが底流にあった。論争の末、最澄の没後に大乗戒壇の勅許が下り、名実ともに天台宗が独立した宗派として確立した。清和天皇の866年（貞観8年）7月、円仁に「慈覚」、最澄に「伝教」の大師号が贈られた。宗紋は三諦星。
9世紀に空海がもたらした密教は日本仏教の中心になる中、天台宗も密教を取り込もうと考えるようになる（#天台密教の項も参照）。そして、円仁と円珍の努力で密教理論が整えられていった。しかしその後、円仁と円珍双方の弟子が解釈を巡って対立するようになる。993年には円仁派が円珍派の坊舎を焼き払うという事件が起きた。そして、円珍派1000人余りの僧侶が比叡山を降り、園城寺を拠点とするようになった。以降、円仁派は「山門派」、円珍派は「寺門派」と呼ばれるようになる。そのような中、平安時代中期には、第18世座主の良源によって諸堂の再建と整備、それに教学の振興が図られ、さらに弟子の源信（恵心僧都）が著した「往生要集」が、後の浄土教の発展につながった。
平安時代末期から鎌倉時代初めにかけては、法然や栄西、親鸞、道元、日蓮といった各宗派の開祖たちが比叡山で学んだことから、比叡山は「日本仏教の母山」と呼ばれている。特に法然の専修念仏をめぐっては激しい争いが発生し、延暦寺奏状による念仏停止決議や嘉禄の法難が起きた。日蓮宗とは天文法華の乱で軍事衝突に至った。
16世紀、延暦寺は織田信長の焼き討ちに遭い、宗勢に陰りが見えたが、江戸時代に入ると天海が立て直し、特に寛永寺は西の比叡山に対して東叡山と呼ばれ、影響力は全国に及んだという。

### 天台密教
真言宗の密教を東密と呼ぶのに対し、天台宗の密教は台密と呼ばれる。
当初、中国天台宗の宗祖といわれる智顗が、法華経の教義によって仏教全体を体系化した五時八教の教相判釈を唱えるも、その時代はまだ密教は伝来しておらず、その教判の中には含まれていなかった。したがって中国天台宗は、密教を導入も包含もしていなかった。
しかし日本天台宗の宗祖・最澄が唐に渡った時代になると、当時最新の仏教である中期密教が中国に伝えられていた。最澄は、まだ雑密しかなかった当時の日本では密教が不備であることを憂い、密教を含めた仏教のすべてを体系化しようと考え、順暁から密教の灌頂を受け持ち帰った。しかし最澄が帰国して一年後に空海が唐から帰国すると、自身が唐で順暁から学んだ密教は傍系のものだと気づき、空海に礼を尽くして弟子となり密教を学ぼうとするも、次第に両者の仏教観の違いが顕れ決別した。これにより日本の天台教学における完全な密教の編入はいったんストップした。
とはいえ、最澄自身が法華経を基盤とした戒律や禅宗、念仏、そして密教の融合による総合仏教としての教義確立を目指していたのは紛れもない事実で、円仁・円珍などの弟子たちは最澄自身の意志を引き継ぎ密教を学び直して、最澄の悲願である天台教学を中心にした総合仏教の確立に貢献した。したがって天台密教の系譜は、円仁・円珍に始まるのではなく、最澄が源流である。また円珍は、空海の「十住心論」を五つの欠点があると指摘し「天台と真言には優劣はない」と反論もしている。
真言密教と天台密教の違いは、東密は大日如来を本尊とする教義を展開しているのに対し、台密はあくまで法華一乗の立場を取り、法華経の本尊を久遠実成の釈迦如来としていることである。

### 四宗兼学
また上記の事項から、同じ天台宗といっても、智顗が確立した法華経に依る中国の天台宗とは違い、最澄が開いた日本の天台宗は、智顗の説を受け継ぎ法華経を中心としつつも、禅や戒、念仏、密教の要素も含み、したがって延暦寺は四宗兼学の道場とも呼ばれている。

### 止観行
天台宗の修行は法華経の観心に重きをおいた「止観」を重んじる。また、現在の日本の天台宗の修行は朝題目・夕念仏という言葉に集約される。午前中は題目、つまり法華経の読誦を中心とした行法（法華懺法という）を行い、午後は阿弥陀仏を本尊とする行法（例時作法という）を行う。これは後に発展し、「念仏」という新たな仏教の展開の萌芽となった。また、遮那業として、天台密教（台密）などの加持も行い、総合仏教となることによって基盤を固めた。さらに後世には全ての存在に仏性が宿るという天台本覚思想を確立することになる。長く日本の仏教教育の中心であったため、平安末期から鎌倉時代にかけて融通念仏宗・浄土宗・浄土真宗・臨済宗・曹洞宗・日蓮宗などの新しい宗旨を唱える学僧を多く輩出することとなる。

### 所依
- 法華経
- 涅槃経
- 大品経
- 大智度論

### 主要寺院（寺格）

#### 天台宗（山門派）

##### 総本山
- 比叡山延暦寺（滋賀県大津市）

##### 門跡寺院

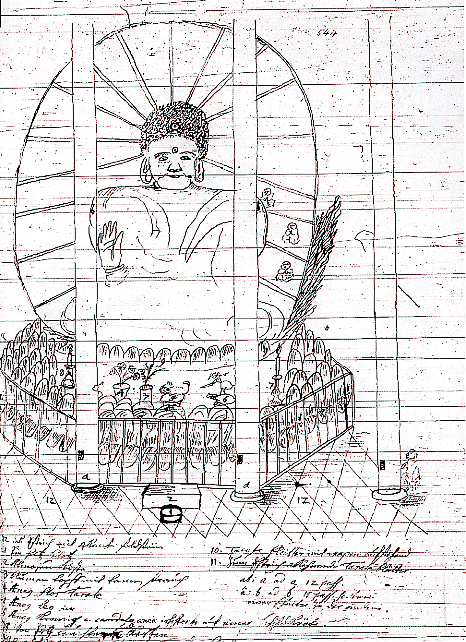
エンゲルベルト・ケンペルによる方広寺大仏（京の大仏）のスケッチ。江戸時代には、方広寺は妙法院の管理下にあった。

- 滋賀院（大津市）
- 妙法院（京都市東山区）
- 魚山三千院（京都市左京区）
- 青蓮院（京都市東山区）
- 曼殊院（京都市左京区）
- 毘沙門堂（京都市山科区）

##### 大本山
- 関山中尊寺（岩手県西磐井郡平泉町）
- 日光山輪王寺（栃木県日光市）
- 東叡山寛永寺（東京都台東区）
- 定額山善光寺大勧進（長野県長野市）

##### 別格本山
- 毛越寺（岩手県西磐井郡平泉町）
- 瑞国海岸山観音寺（宮城県気仙沼市）
- 正覚山蓮前院安楽寺（茨城県常総市）
- 星野山中院（埼玉県川越市）
- 狭山山不動寺（埼玉県所沢市）
- 大鱗山雲洞院天龍寺（埼玉県飯能市）
- 浮岳山昌楽院深大寺（東京都調布市）
- 金剛山常楽寺（長野県上田市）
- 宝積山光前寺（長野県駒ヶ根市）
- 龍谷山水間寺（大阪府貝塚市）
- 書写山圓教寺（兵庫県姫路市）
- 大山寺（鳥取県大山町）
- 補陀落山長尾寺（香川県さぬき市）
- 契山大興善寺（佐賀県基山町）
- 六郷満山両子寺（大分県国東市）

##### その他の寺院
- 谷汲山観音寺（北海道河東郡音更町）
- 宝珠山立石寺（山形県山形市、山寺）
- 青柳山談義堂院龍蔵寺（群馬県前橋市、青柳大師）
- 春日岡山転法輪院惣宗寺（栃木県佐野市、佐野厄除け大師）
- 星野山喜多院（埼玉県川越市、川越大師）
- 泰叡山瀧泉寺（東京都目黒区、目黒不動尊）
- 谷汲山華厳寺（岐阜県揖斐郡揖斐川町）
- 清香山寂光院（京都市左京区）
- 根本山神峯山寺（大阪府高槻市）
- 三身山太山寺（兵庫県神戸市）
- 三徳山三佛寺（鳥取県東伯郡三朝町）
- 清水山観世音寺（福岡県太宰府市）
- 金海山大恩教寺釈迦院（熊本県八代市）
- 阿蘇山西巌殿寺（熊本県阿蘇市）
- 福王寺（熊本県山都町、宮司兼豪族であった中世阿蘇氏の菩提寺である）

#### 天台寺門宗
- 総本山 長等山園城寺（三井寺）（滋賀県大津市）

#### 天台真盛宗
- 総本山 戒光山西教寺（滋賀県大津市）

### その他天台系宗派
- 聖観音宗
  - 浅草寺（東京都台東区）
- 和宗
  - 四天王寺（大阪市天王寺区）
- 本山修験宗（寺門派系）
  - 聖護院（京都市左京区）
- 金峯山修験本宗
  - 金峯山寺（奈良県吉野郡吉野町）
- 浄土真宗遣迎院派
  - 遣迎院（京都市北区）
- 妙見宗
  - 本瀧寺（大阪府豊能郡能勢町）
- 粉河観音宗
  - 粉河寺（和歌山県紀の川市粉河）
- 善峰観音宗
  - 善峰寺（京都府京都市西京区）

#### 天台宗系新宗教
- 念法眞教
- 孝道教団
- 鞍馬弘教

### 教育機関

#### 大学
- 大正大学

#### 天台宗系中学校・高等学校
- 比叡山中学校・高等学校
- 駒込中学校・高等学校

#### 養成機関
- 叡山学院

### 政治活動
- 多くの役員・関係者が日本会議の要職を務めている。元天台座主の渡邊惠進は顧問[9]、元天台宗次席探題の叡南覺範は日本会議滋賀の会長[10][11]、元比叡山延暦寺代表役員の森定慈芳、同職の武覚超は代表委員を務めていた[12][9]。現在、比叡山延暦寺代表役員の水尾寂芳が日本会議の代表委員を務めている[13]。

### 性加害疑惑と宗派の対応
2024年、天台宗の寺院において、女性僧侶（尼僧）の叡敦が、四国地方の寺院の住職から約14年間にわたり性暴力や心理的支配を受けていたと告発した事件が発生した。叡敦は、住職のみならず、事件の隠蔽に関与したとして滋賀県内の大僧正についても僧籍剥奪を申し立てた。天台宗は内部調査の結果、住職については「婚姻関係がない尼僧と十数年にわたり夫婦同然の生活をしていたことが不適切」として、2025年4月に住職罷免の懲戒処分を下したが、性加害そのものについては「確認できなかった」として認定しなかった。また、大僧正については「懲戒事由に該当せず」として処分は行われなかった。この審判結果に対し、叡敦は「性被害が不倫のように扱われ、何もなかったことにされようとしている」と抗議し、被害の実態や宗派の制度的対応の不公正さを訴えた。一方、元住職側は性暴力や暴力を否定し、「互いに惹かれ合っていた」「不倫が処分理由」と主張した。審理の過程では、被害を訴えた叡敦側には詳細な審判理由や反論の機会が与えられず、宗派内の制度上、被害者が審判の当事者とならない構造的問題も指摘された。この審判結果を受けて、叡敦を支援する「宗教者からの性暴力被害者を支援する会」は再審理を求め、3万1000筆以上の署名を天台宗務庁に提出した。この事件は、宗教団体における性加害問題や被害者保護、内部調査の透明性・公正性のあり方について社会的な議論を呼んでいる。

## 韓国の天台宗
義天（大覚国師、1055年 - 1101年）によって高麗時代の11世紀後半に伝えられた。
- 本山救仁寺（忠清北道丹陽郡）